# Arboretum Opeka

Arboretum Opeka

Das Arboretum Opeka ist eine Pflanzensammlung im Park von Schloss Opeka in Vinica, Gespanschaft Varaždin, Kroatien.
Das Arboretum befindet sich im Norden de Landschaft Hrvatsko Zagorje, etwa 15 Kilometer westlich der Stadt Varaždin, in der Gemeinde Vinica. Es ist eines der insgesamt drei heute existierenden kroatischen Arboreten; die anderen zwei sind Arboretum von Trsteno und Lisičine bei Voćin im Westen Slawoniens.
Das Arboretum Opeka ist mit einer Fläche von 65 Hektar das größte Arboretum Kroatiens. Es umgibt das gleichnamige, unter dem bewaldeten Gebirge Macelj liegende, Schloss Opeka.
Der Gründer des Arboretums war 1860 Marko Graf von Bombelles, ein weltreisender Aristokrat. Er brachte eine große Zahl exotischer Bäume und Pflanzen aus der ganzen Welt und errichtete einen Park um das Schloss. Es blieb im Besitz der Familie Bombelles bis 1945 und wurde nach dem Zweiten Weltkrieg durch staatliche Institutionen betreut. Heute wird die Anlage durch die lokale Agrar- und Veterinärschule geleitet und gepflegt.

## Galerie